# 高車士打 (英國國會選區)
高車士打（英語：Colchester），英國國會一自治市選區，包括英格蘭東部埃塞克斯郡科尔切斯特東部。始設於1295年，至1885年應選兩席，此後應選一席。1983年被撤銷，1997年恢復。
該區恢復後至2015年大選前的下議院議員為自民黨的鮑伯·羅素。他在2010年大選中以48.0%選票勝出該區第四次當選，是當年英格蘭東四個自民黨選區之一。
然而在2015年他敗於代表保守黨的威爾·奎因斯，及後奎因斯在2017年和2019年大選均競選成功連任國會議員。